# Элентух, Зиновий Соломонович
Зиновий Соломонович Элентух — советский учёный, специалист в области радиолокации.
Родился в Москве 31.12.1921.
Участник войны.
Окончил МВТУ им. Баумана (1952, с красным дипломом, инженер-электромеханик). Некоторое время работал на заводе в городе Белово (Кузбасс).
В том же 1952 г. перевёлся в ОКБ завода п/я 31 и работал там до 2008 года (с 1966 ОКБ Лианозовского электромеханического завода, с 2002 ОАО КБ «Лира»). Занимаемые должности: инженер, начальник сектора, ведущий инженер.
Участвовал в разработке параметрических усилителей СВЧ — «Параметр», РПС «Казбек-2», станций «Ручей-К», «Утёс», «Утёс-М».
Лауреат Государственной премии СССР 1978 года (за разработку, создание, серийное производство РЛС управления воздушным движением самолётов на трассах гражданской авиации и внедрение их в эксплуатацию в СССР и за рубежом). Награждён орденами «Знак Почёта» (1983), Отечественной войны II степени (1985).
Живёт в Москве (2011).